# Martina Amati
Martina Amati (née le 14 mai 1969) est une cinéaste italienne, lauréate du BAFTA. Son travail est connu pour ses scènes sous-marines défiant la gravité.

## Les premières années
Amati a étudié à l'Académie Brera de Milan. Après avoir obtenu son diplôme, son travail a été sélectionné pour le premier Salon Primo di Brera. À la suite de cela, le commissaire d'exposition Andrea Lissoni l'invite à exposer sa vidéo Little Swimming Woman à 'Traslochi', au Palazzo dell'Arengario, à Milan. À cette époque, après une offre de MTV Europe, elle déménage à Londres pour occuper le poste de productrice à l'antenne.

## Carrière
Après avoir réalisé de nombreuses séquences de titres et promotions pour MTV et travaillé dans une équipe qui a conçu MTV Italie, Amati est revenue pour créer son propre travail, avec Altitude, un documentaire de voyage suivant l'acteur Joseph Fiennes à travers le Tibet, présenté au Hay Festival of Literature and Arts, au Pays de Galles. Elle a ensuite réalisé deux courts métrages documentaires commandés par Discovery Channel, Liquidman, projeté au Festival international canadien du documentaire Hot Docs et Tapeman.
En 2008, Amati s'est lancée dans le théâtre avec trois courts métrages présentés en compétition au Festival du film de Sundance, au Festival du film BFI de Londres et à la Berlinale. Avec ses courts métrages dramatiques, Amati a remporté un BAFTA (I Do Air, ), un BAFTA Los Angeles Certificate of Excellence (A' Mare) et a reçu une autre nomination aux BAFTA en 2012 pour Chalk, qui a également remporté le BIFA. Son travail dramatique fait intervenir des acteurs non professionnels et implique un processus d'ateliers pour développer les scripts.
En 2012, Amati a reçu un Wellcome Trust Arts Award pour réaliser Under, une installation multi-écrans entièrement filmée et réalisée sous l'eau en un seul souffle. Under a fait ses débuts à Ambika P3, Londres 2015.

## Vie personnelle
Amati a grandi en Italie. Elle a une passion pour la plongée en apnée.

## Filmographie
| Année | Titre                    | Mise en scène ? | Scénario ? | Autres      |
| ----- | ------------------------ | --------------- | ---------- | ----------- |
| 1993  | I'll Be Back In One Hour | Oui             | Oui        | performance |
| 1996  | Little Swimming Woman    | Oui             | (no)       | dessin      |
| 2011  | Submission               | Oui             | Oui        |             |
| 2013  | Je T'Ecoute              | Oui             | Oui        |             |
| 2015  | Under                    | Oui             | Oui        | performance |

| Année | Titre     | Mise en scène ? | Scénario ? | Production ? |
| ----- | --------- | --------------- | ---------- | ------------ |
| 2005  | Altitude  | Oui             | Oui        | Oui          |
| 2013  | Liquidman | Oui             | Oui        | (no)         |
| 2015  | Tapeman   | Oui             | Oui        | Oui          |

| Année | Titre    | Mise en scène ? | Scénario ? |
| ----- | -------- | --------------- | ---------- |
| 2008  | A'Mare   | Oui             | Oui        |
| 2009  | I Do Air | Oui             | Oui        |
| 2011  | Chalk    | Oui             | Oui        |

## Prix
| Année | Prix                            | Catégorie                 | Titre    |         |
| ----- | ------------------------------- | ------------------------- | -------- | ------- |
| 2008  | UNICEF Award                    | UNICEF Award              | A'Mare   | Lauréat |
| 2009  | BAFTA Los Angeles               | Certificate of Excellence | A'Mare   | Lauréat |
| 2010  | BAFTA                           | Best Short Film           | I Do Air | Lauréat |
| 2011  | British Independent Film Awards | Best British Short Film   | Chalk    | Lauréat |
| 2012  | BAFTA                           | Best Short Film           | Chalk    | Nommé   |